# Sinocalliopteryx gigas
Sinocalliopteryx gigas és una espècie de dinosaure compsognàtid que va viure al Cretaci inferior. Les seves restes fòssils foren trobades a la formació de Yixian de la Xina (llits de Jianshangou, daten de fa 124,6 Ma). Era semblant a l'emparentat Huaxiagnathus però més llarg, feia 2,37 metres de longitud, fet que el fa el compsognàtid més llarg conegut. El Sinocalliopteryx també es diferencia del Huaxiagnathus per les seves mans relativament llargues en relació amb els braços, que en conjunt també eren més llargs que la majoria de compsognàtids, un tret segurament relacionat amb la seva mida.